# Diplacus brandegeei
Diplacus brandegeei är en gyckelblomsväxtart som först beskrevs av Francis Whittier Pennell, och fick sitt nu gällande namn av Guy L. Nesom. Diplacus brandegeei ingår i släktet Diplacus och familjen gyckelblomsväxter. Inga underarter finns listade i Catalogue of Life.